# Raasiku (gemeente)
Raasiku (Estisch: Raasiku vald) is een gemeente in de Estlandse provincie Harjumaa. De gemeente telde 5.345 inwoners op 1 januari 2024 en heeft een oppervlakte van 158,95 vierkante kilometer. De hoofdplaats is Aruküla.
Kulli, Aruküla en Raasiku hebben een station aan de spoorlijn Tallinn - Narva.

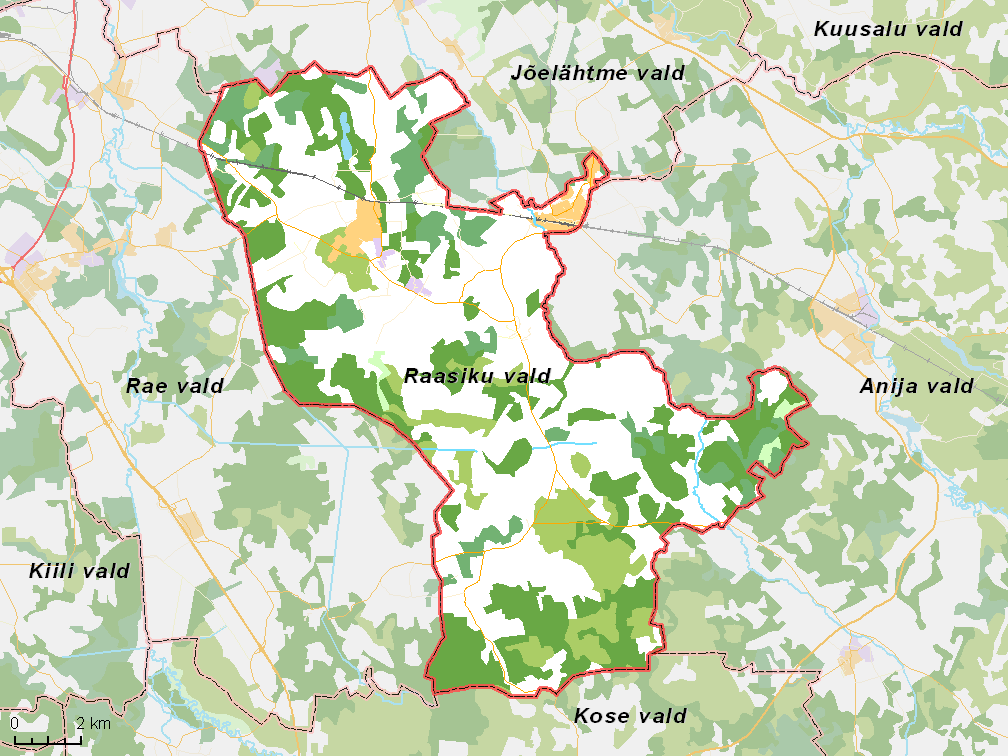
De gemeente met omliggende gemeenten

## Plaatsen
De landgemeente telt:
- twee grotere nederzettingen met de status van alevik (vlek): Aruküla en Raasiku;
- dertien nederzettingen met de status van küla (dorp): Härma, Igavere, Järsi, Kalesi, Kiviloo, Kulli, Kurgla, Mallavere, Peningi, Perila, Pikavere, Rätla en Tõhelgi.

Stadsgemeenten: Keila · Loksa · Maardu · Tallinn

Landgemeenten: Anija · Harku · Jõelähtme · Kiili · Kose · Kuusalu · Lääne-Harju · Raasiku · Rae · Saku · Saue vald · Viimsi